# Wikipédia en lituanien
Wikipédia en lituanien (en lituanien : Lietuviškoji Vikipedija) est l’édition de Wikipédia en lituanien, langue balte orientale parlée en Lituanie. L'édition est lancée le 20 février 2003. Son code est : lt.
Au 21 mars 2025, l'édition en lituanien contient 221 668 articles et compte 196 047 contributeurs, dont 359 contributeurs actifs et 9 administrateurs.

## Présentation

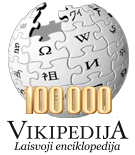
Au passage des 100000 articles.

Aire de diffusion du lituanien.
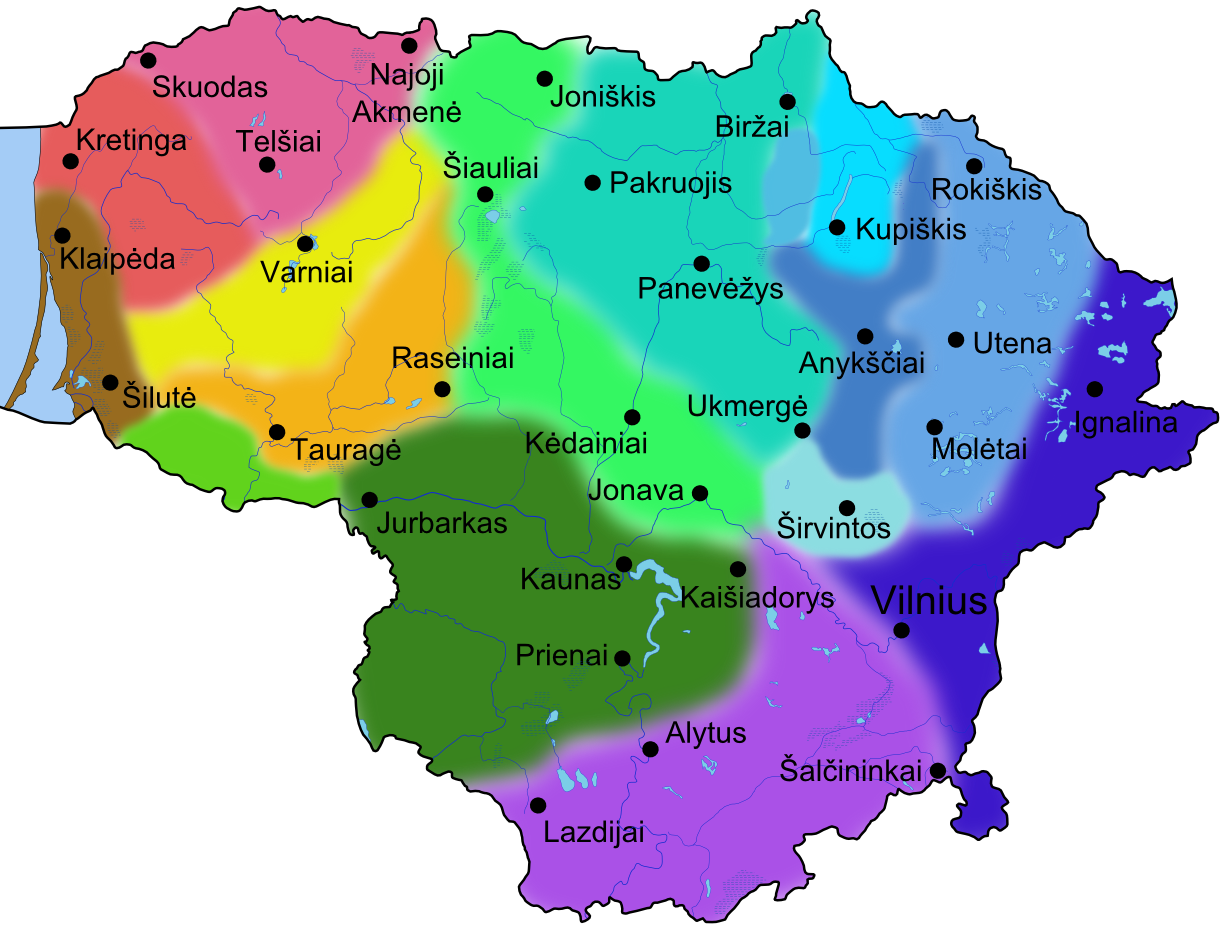
Aire de diffusion des dialectes du lituanien.

## Statistiques
- En mai 2011, l'édition en lituanien compte quelque 130 000 articles et plus de 35 600 utilisateurs enregistrés.
- En juin 2016, elle compte environ 178 000 articles.
- Le 12 octobre 2022, elle contient 205 146 articles et compte 168 139 contributeurs, dont 352 contributeurs actifs et 10 administrateurs.
- Le 10 août 2024, elle contient 218 129 articles et compte 189 679 contributeurs, dont 305 contributeurs actifs et 9 administrateurs.